# Ralf Scheepers
Ralf Scheepers (Esslingen am Neckar, 5 februari 1965) is een Duitse metalvocalist die bekend werd als zanger van Gamma Ray. Hij was voordat Michael Kiske in de band Helloween kwam, ook gevraagd om zanger van deze band te worden, maar hierin had hij geen interesse. Nu is hij frontman van de eveneens Duitse powermetalband Primal Fear.
Hij was een van de belangrijkste kandidaten om Rob Halford op te volgen bij Judas Priest, toen die de band verliet om zich op het nieuwe Halford te richten. Scheepers moest het echter afleggen tegen de Amerikaan Tim Owens, die op zijn beurt weer plek moest maken voor de terugkeer van Rob Halford in juli 2003.
In 2011 heeft hij zijn eerste soloalbum uitgebracht.
Hij heeft in januari 2014 met Bjorn Englen, Aquiles Priester en Andrew Szucs de band Blackwelder opgericht. Hij is de zanger van Primal Fear.
- International Standard Name Identifier: 0000 0001 3237 5585
- MusicBrainz: bcafff35-546a-4721-9f24-fe248d69d521
- Nationale Bibliotheek van Tsjechië: xx0196445
- Virtual International Authority File: 317286037